# Storia di Colletorto
Colletorto è un comune italiano di 1 982 abitanti della provincia di Campobasso.

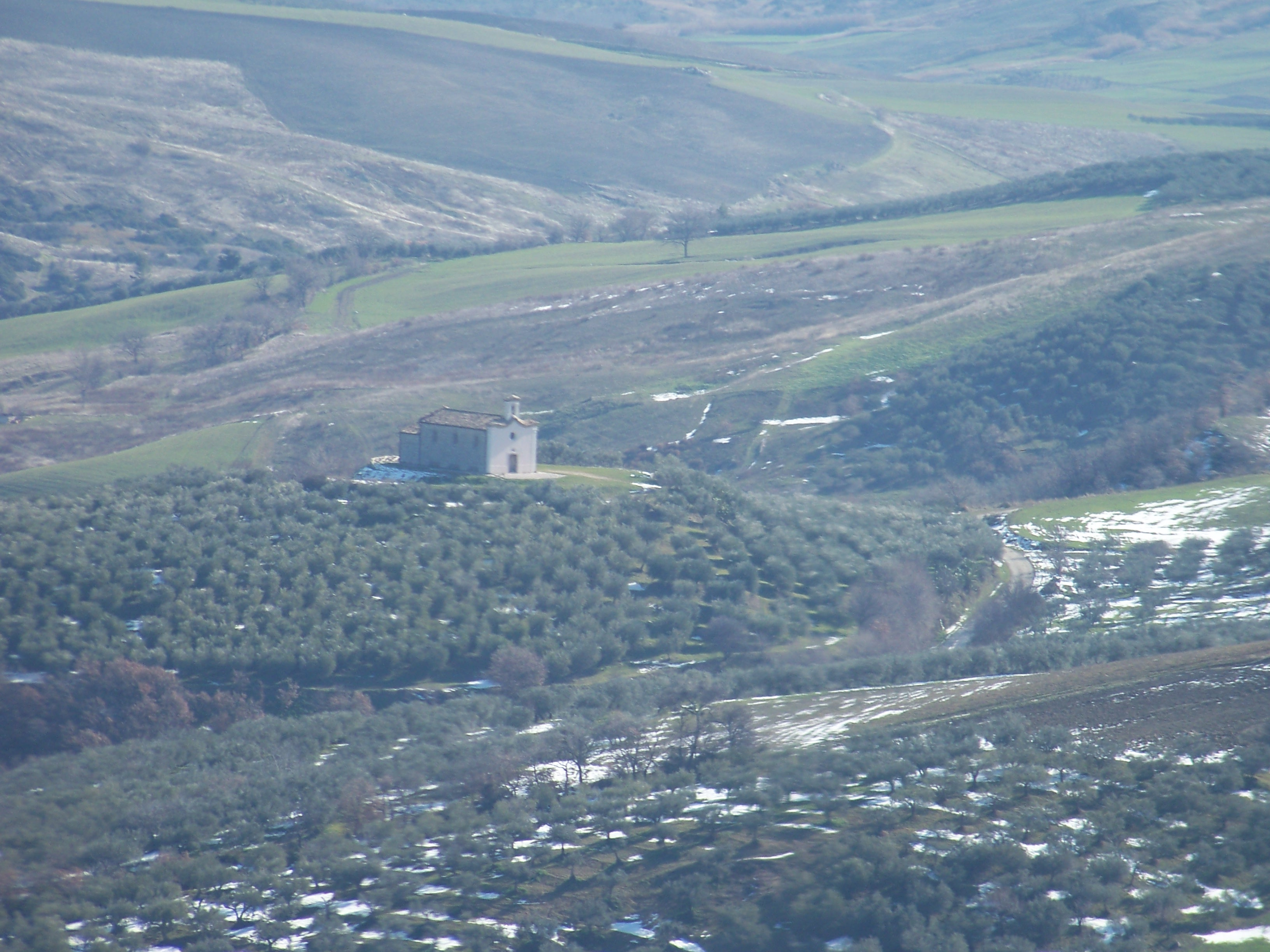
La Cappella di Santa Maria situata dove presumibilmente si ergeva il castello di Loreto (Lauretum) col suo casale

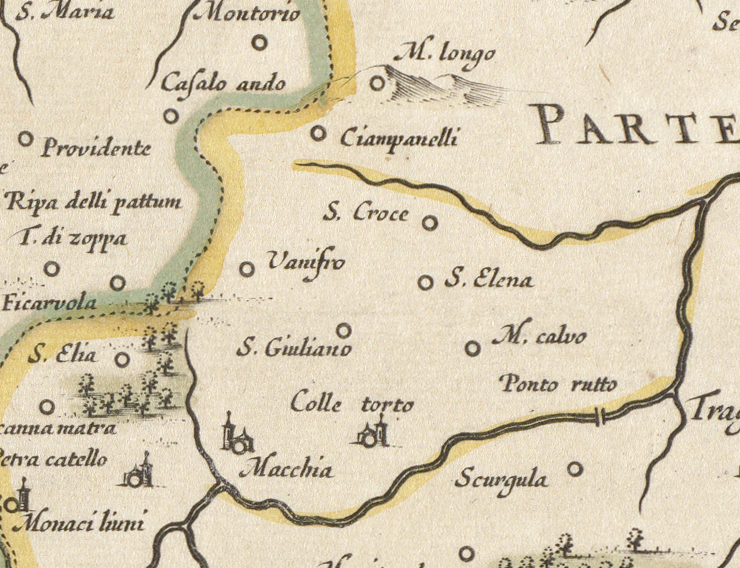
Mappa del 1640 della zona

Mappa dove è evidenziato il territorio attuale del comune di Colletorto nella provincia di Campobasso,

## Fondazione
Il casato di Collis Tortus ( chiamato anche con il nome di Collis Fortis o Collis Tortis) in un'epistola di Papa Bonifacio VIII appare per la prima volta nel 1241 nello "Statuto di riparazione dei castelli" di Federico II di Svevia e successivamente, nel 1273, nei registri della Cancelleria Angioina ma non compare il suo nome nella sentenza del cardinal Lombardo emessa nel 1175 a Benevento, né in quella del Papa Lucio III datata 1181, quindi si può attestare che Colletorto nacque tra il 1181 e il 1241 (come casato col nome di Collis Tortis).
Il territorio ora compreso nel comune di Colletorto fu però abitato sin dal neolitico. Il più antico insediamento stabile fu quello sito in località Fonte Cacchiona, ubicato in un’area pianeggiante sulla sommità di un colle che affaccia sulla valle del Fortore. In epoca sannita o romana, il maggiore insediamento era rappresentato da quello rinvenuto in località Macarico dove era presente una villa romana estesa per circa 300 m² sviluppatasi probabilmente a partire dal I secolo a.C. su insediamenti precedenti. Altri insediamenti rinvenuti nell'area del comune di Colletorto appartengono all'età imperiale e sono rappresentati in gran parte da insediamenti produttivi rurali di piccole e medie dimensioni, tra i quali si possono menzionare quello di Sant'Eustachio, Colle la Piana, Santa Lucia, Macchiette, Colle Cuculo, Vallepare e quello di Posta Valerio.
Intorno all'anno 1000 tutto il territorio era diviso in proprietà appartenenti a conti o marchesi: nella zona c'erano i centri di Ficarola (Ficarolam), S.Petrum in valle (monastero benedettino zona difesa delle valli), Loreto (Lauretum, zona colle di S.Maria dove c'era il castello di Loreto), Melanico, S.Elena (S.Lena,) S.Eustachio (S.Stazio), Macarico, S.Lucia, i casali di Tonnicchio e Montecalvo.
Il castello di Laureto, circondato dal villaggio con lo stesso nome, dominava su una vasta zona che apparteneva a un certo Guglielmo di Angiona che fu anche signore del casato di Collis Tortis.
Il villaggio di Santa Lucia, che sorgeva nella contrada che porta oggi il suo nome situata nel territorio dell'odierno Colletorto, si estendeva per 400 ettari e apparteneva a un certo Matteo di Molisio.
Il villaggio di Macarico era di proprietà del convento di S. Eustachio, mentre Tonnicchio e Montecalvo appartenevano al convento di S Elena; questa era più o meno la situazione in cui era diviso il territorio in quegli anni,prima della nascita di Colletorto.

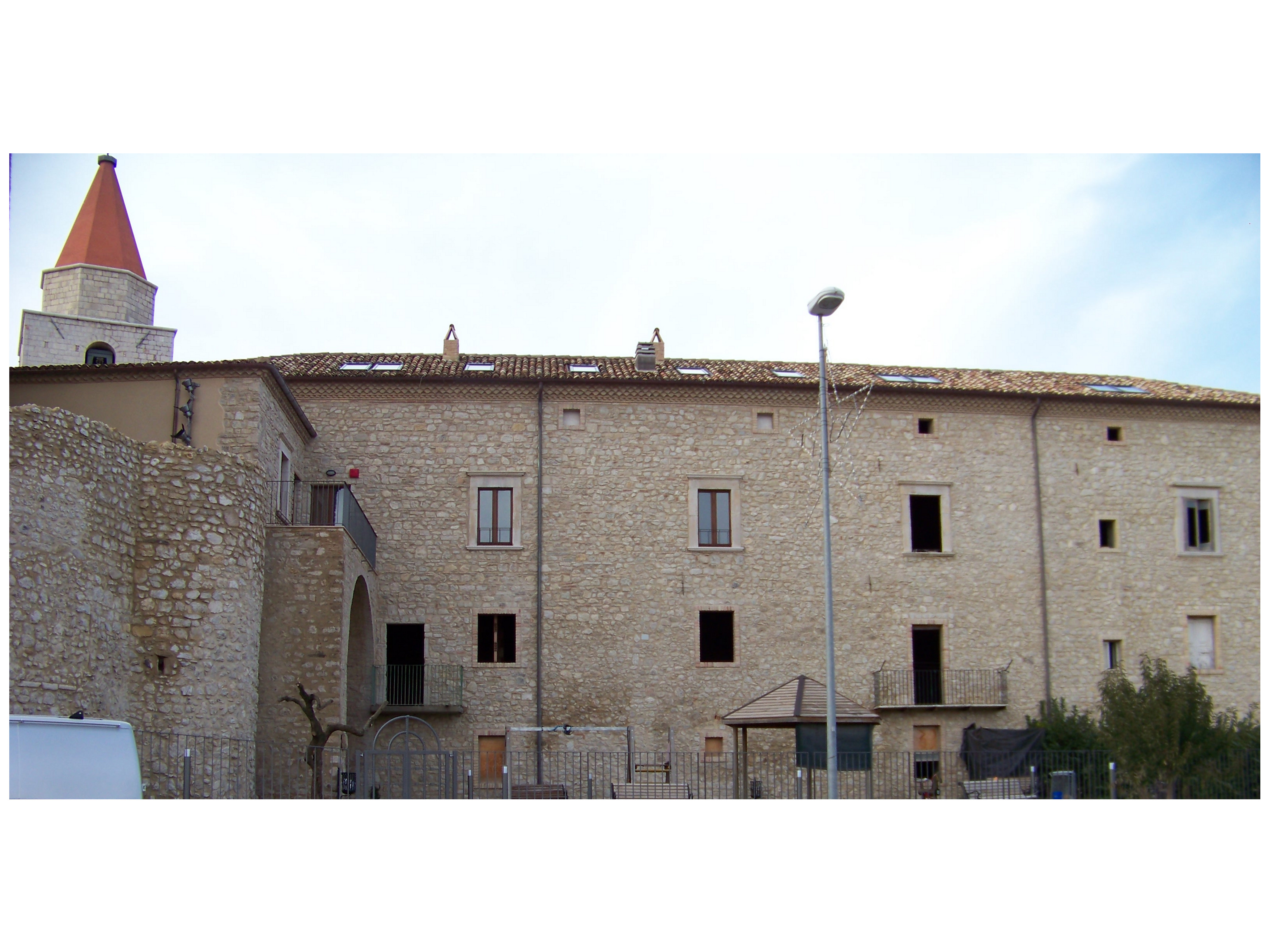
Palazzo Marchesale Colletorto particolare (si nota a sinistra il campanile della chiesa madre)

Probabilmente il paese nacque, come lo conosciamo adesso, quando fu costruita nel casale di Collis Tortus la Torre Angioina tra il 1343 e il 1382 (probabilmente costruita su un antico "impianto" normanno). In passato si è supposto che fosse stata fatta edificare sotto il regno dalla regina di Napoli Giovanna d'Angiò insieme a un castello che la circondava (oggi distrutto per far posto nel 1730 circa al palazzo marchesale) in base a quanto riportato nel libro «Memorie storiche e civili della città e diocesi di Larino del vescovo Giovanni Andrea Tria» dove l'autore congetturava che fosse stata edificata sotto il regno della sovrana angioina in base ad un giglio scolpito e presente nella facciata della Torre, oggi andato perduto. Altri hanno attribuito la costruzione della torre alla regina in quanto sotto il suo regno gli abitanti di alcuni villaggi vicini, come Montecalvo e Tonnicchio, decimati da guerra e fame causate principalmente dall'invasione di Luigi I d'Ungheria e per la pestilenza del 1348 (Peste nera) si stabilirono nei dintorni della Torre che essendo un posto di guardia con la sua guarnigione di soldati davano alla popolazione una minima protezione da guerre e saccheggi, molto frequenti in quei periodi. Tuttavia recenti studi hanno evidenziato l'assenza di atti e documenti in grado di attribuire con certezza la sua costruzione alla regina Giovanna I d'Angiò, ipotizzando invece che i vari sovrani angioini che hanno governato il Regno di Napoli, si siano limitati ad ampliare e migliorare una torre normanna o sveva preesistente. 
Col passare del tempo gli abitanti dei villaggi e dei casali dei dintorni, per cause di guerre e carestie tendevano a spostarsi nei centri abitati più grandi e meglio protetti e così Collis Tortus col suo castello e le sue mura fortificate divenne una meta allettante per chi cercava protezione come i contadini, facendo sviluppare il paese sia demograficamente che economicamente e divenne uno dei centri di riferimento per la zona.
Il primo signore di Colletorto attestato nel 1273, quindi prima della Torre Angioina, fu un Guglielmo D'Anglona (che era il signore del casato di Loreto (Laureto), che alla sua morte non avendo eredi, il casato ritornò nelle proprietà del re Carlo D'Angiò che ordinò che il casato fosse assegnato al "panettiere regio" tale Roberto da Firmitate.
Tra il 1279 e il 1280 Roberto de Firmitate muore e il feudo di Colletorto passa alla moglie Giovanna.
Nel 1345 Giovanna del Balzo, moglie di Nicolò Jamvilla o de Joinville, ottiene il regio assenso da parte della regina Giovanna I d'Angiò per la compera del feudo di Colletorto dal figlio Nicola, detto Giovan Cola, che in seguito vestirà l'abito religioso agostiniano con il nome di frà Gian Cola.
Nella prima metà del 1400, Colletorto così come tutte le altre terre del mezzogiorno, si ritrova coinvolta nelle guerre tra angioini, fedeli a Renato d'Angiò e aragonesi fedeli ad Alfonso V d'Aragona. Il 10 luglio 1441 nei pressi di Troia, Alfonso I d'Aragona affrontò l’esercito dello Sforza, fedele agli angioini. Conquistata la cittadina pugliese mosse verso Biccari che mise sotto assedio e da lì, alla fine di luglio, si diresse verso la terra di Colletorto, feudo che allora apparteneva a Francesco Boccapianola, assediandola e prendendola. Alfonso I restò accampato a Colletorto con il proprio esercito dal 30 luglio al 4 agosto 1441 per poi riprendere la conquista di Napoli, che capitolò solo il 2 giugno 1442.
Il feudo di Colletorto venne riassegnato da Alfonso I agli stessi Boccapianola, prima con Pietro, poi con Giuliano. Tra il 1443 e il 1444 Colletorto risulta feudo di Marco Attendolo Sforza detto Marchetto da Cotignola, ma negli anni successivi tornò ai Boccapianola sino a Francesco Boccapianola che lo perse nel 1528 a seguito della ribellione contro il re aragonese. Il feudo di Colletorto venne quindi confiscato e assegnato a Davide de Guerres, detto de Gher.
Dopo il de Gher Colletorto passò a Sempronio de Corradis, ma nel 1564 dopo la morte di quest’ultimo, sorse una disputa tra il Regio Fisco e Alessandro de Corradis, erede di Sempronio ed il feudo venne confiscato dal Regio Fisco poiché il de Corradis non aveva alcun titolo per possederlo.
Nel maggio del 1573 Colletorto venne acquistata per 40.000 ducati dal nobile Antonio Brancia, Barone di Sant’Elia e Monacilione ma poco dopo venne riacquistato per 30.925 ducati da Lucio Boccapianola. Questi rivendette il feudo di Colletorto allo stesso prezzo con cui l’aveva acquistato a Carlo Gambacorta signore di Celenza, la cui famiglia governerà Colletorto per ben 123 anni.
Nel 1701 era signore di Colletorto Gaetano Gambacorta, protagonista della famosa Congiura di Macchia che aveva lo scopo di rovesciare il governo vicereale spagnolo di Napoli, ma dopo essere stato sconfitto e costretto a fuggire a Vienna, dove morirà nel 1703, Colletorto assieme a tutte le terre appartenute al Gambacorta, venne confiscato dalla Regia camera della Sommaria. Nel 1704 Colletorto venne acquistato da Bartolomeo Rota, mercante e patrizio di origini cremonesi la cui famiglia ne resterà proprietaria fino alla fine del Settecento quando passerà alla famiglia Pignatelli che lo terrà fino all’eversione delle feudalità.
I signori della Torre e quindi di Colletorto che regnarono sul feudo per un lasso di tempo considerevole furono Giovanna del Balzo (1345 - ?) Marchetto da Cotignola (1443 o 1444), i Boccapianola (1441-1578), Giovanantonio Capece (1578-?), Gambacorta (1579-1702), Rota(1704-1783) Francesco Saverio Pignatelli (1783-1806).
Con l'arrivo di Napoleone in Italia che proclamò la libertà, l'uguaglianza per tutti e la fine dei privilegi dei nobili la torre passò ai privati tra cui Romolo Campanelli(a cui è dedicata una piazzetta del paese) fino alla famiglia d'Antini che la donò al comune nel 1959, secondo il DM del 1927 venne dichiarata di «Notevole interesse pubblico» sottoposta a tutela secondo la legge n.1089 del 1º giugno 1939.
Il castello antico che circondava la Torre Angioina fu fatto abbattere dal Rota e fece edificare il nuovo palazzo, che prese il suo nome (palazzo Rota appunto) e che attualmente è proprietà e sede del Comune di Colletorto.

## Antiche festività di Colletorto
Secondo il Tria (Memorie storiche civili, ed ecclesiastiche della città, e diocesi di Larino-Libro IV-Di Colletorto) le feste erano 3: "Oltre alla Festa di precetto, che si osserva per tutta la Chiesa in onore della Natività di S. Gio: Battista a' 24. di giugno, in questa Terra si osserva anche di precetto 1'altra, che si celebra a' 29. d'Agosto, in memoria della sua
Decollazione» (citazione),altra festa particolare di Colletorto in quegli anni(periodo del 1744) era la festa del 3 dicembre per S. Francesco Saverio.
Nota: l'unica festa di quelle menzionate sopra che viene ancora celebrata ai giorni nostri è la festa del patrono del paese, S.Giovanni Battista, il 29 agosto.

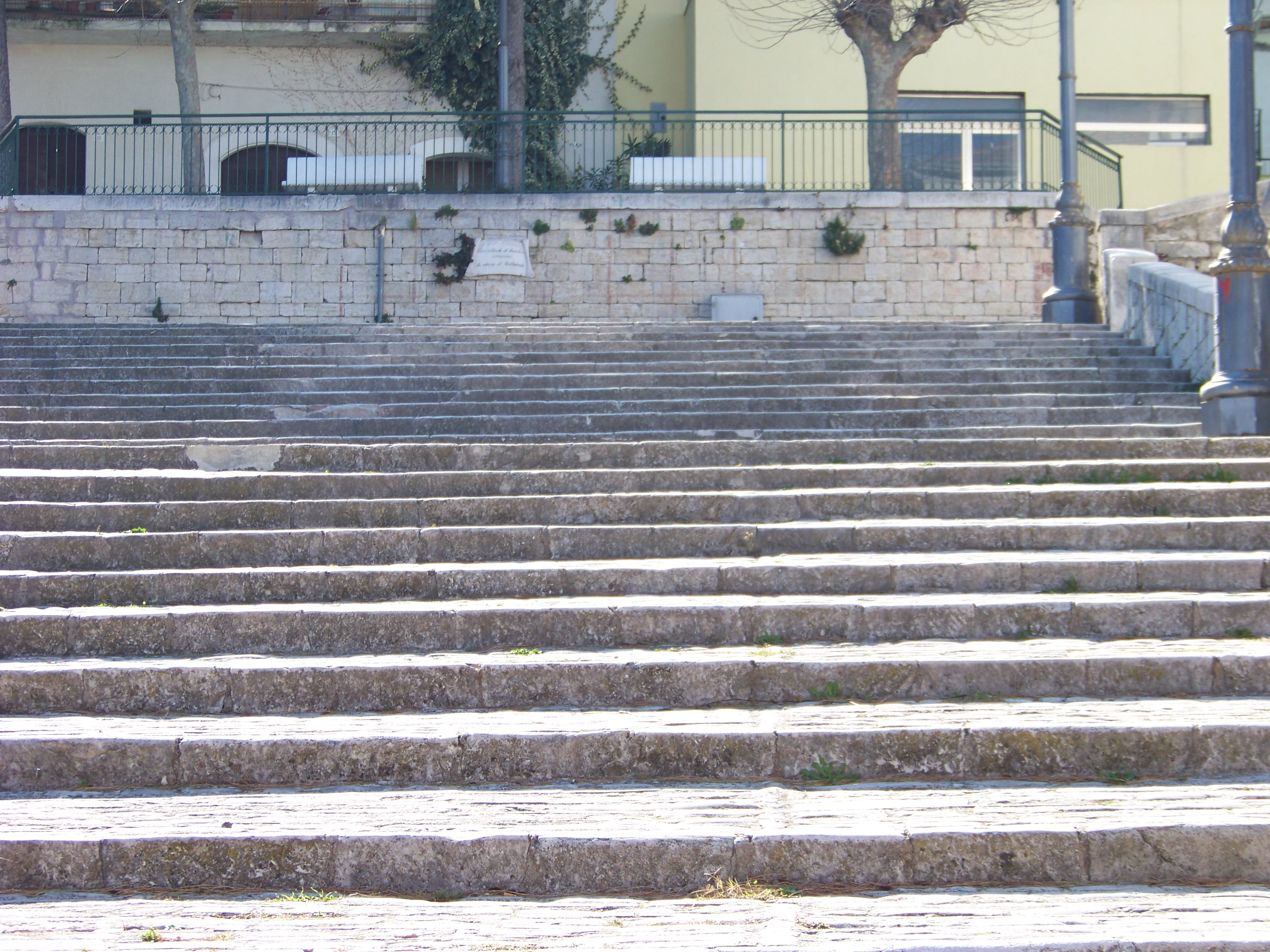
La scalinata che collega il corso principale alla parte alta del paese

## Topografia di Colletorto nel 1861
Testo tratto dal Dizionario Topografico dei Comuni d'Italia:
"questo capoluogo porta anche il nome di Colleforte, forse per la sua situazione ben munita dalla natura e dall'arte essendo cinto di mura e munito di una torre."
Definisce amena la sua posizione e sottolinea i resti di antichità nei dintorni dell'abitato che probabilmente erano i resti del casale d Laureto (Loreto).
Il libro precisa che sicuramente il paese è nato non prima del 1260, che fu fatto fortificare da Giovanna I d'Angiò e che sette famiglie si susseguirono come feudadatari e signori del luogo fino all'ultima famiglia (compresa) dei Pignatelli che ne conservarono il governo fino all'arrivo di Napoleone.
Posizione: Napoli, provincia di Molise, circondario di Larino, mandato di Bonefro, abitanti 3245.
Il corso principale che oggi porta il nome di Vittorio Emanuele fu costruito intorno al 1800 per unificare il borgo della Terra (campo dei fiori) e quello del Colle (che iniziava dal convento di S.Alfonso sui pendii del monte Crocella).

## Monumenti

### La Torre Angioina
La Torre Angioina, simbolo di Colletorto, fu edificata sopra un precedente impianto normanno. Secondo il Vescovo Giovanni Andrea Tria, nel testo Memorie civili ed ecclesiastiche della città di Larino, la sua costruzione o fortificazione può essere fatta risalire al regno di Giovanna I d'Angiò ed era circondata da un castello (ai tempi del Rota era ridotto in rovina) ma solo nel 1959 dopo vari passaggi da padrone a padrone passa nelle mani della famiglia D'Antini che la dona al comune di Colletorto.

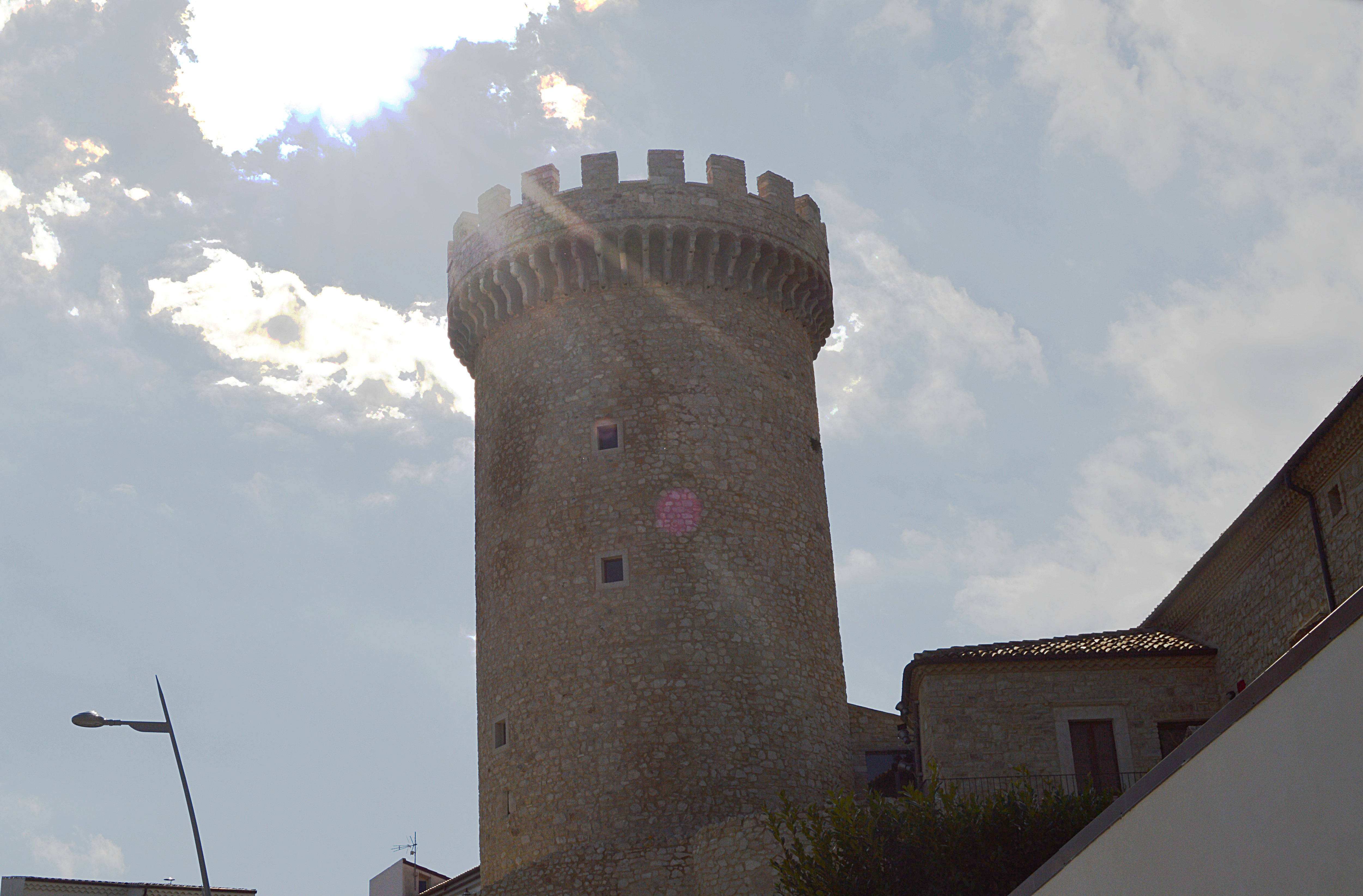
Torre Angioina

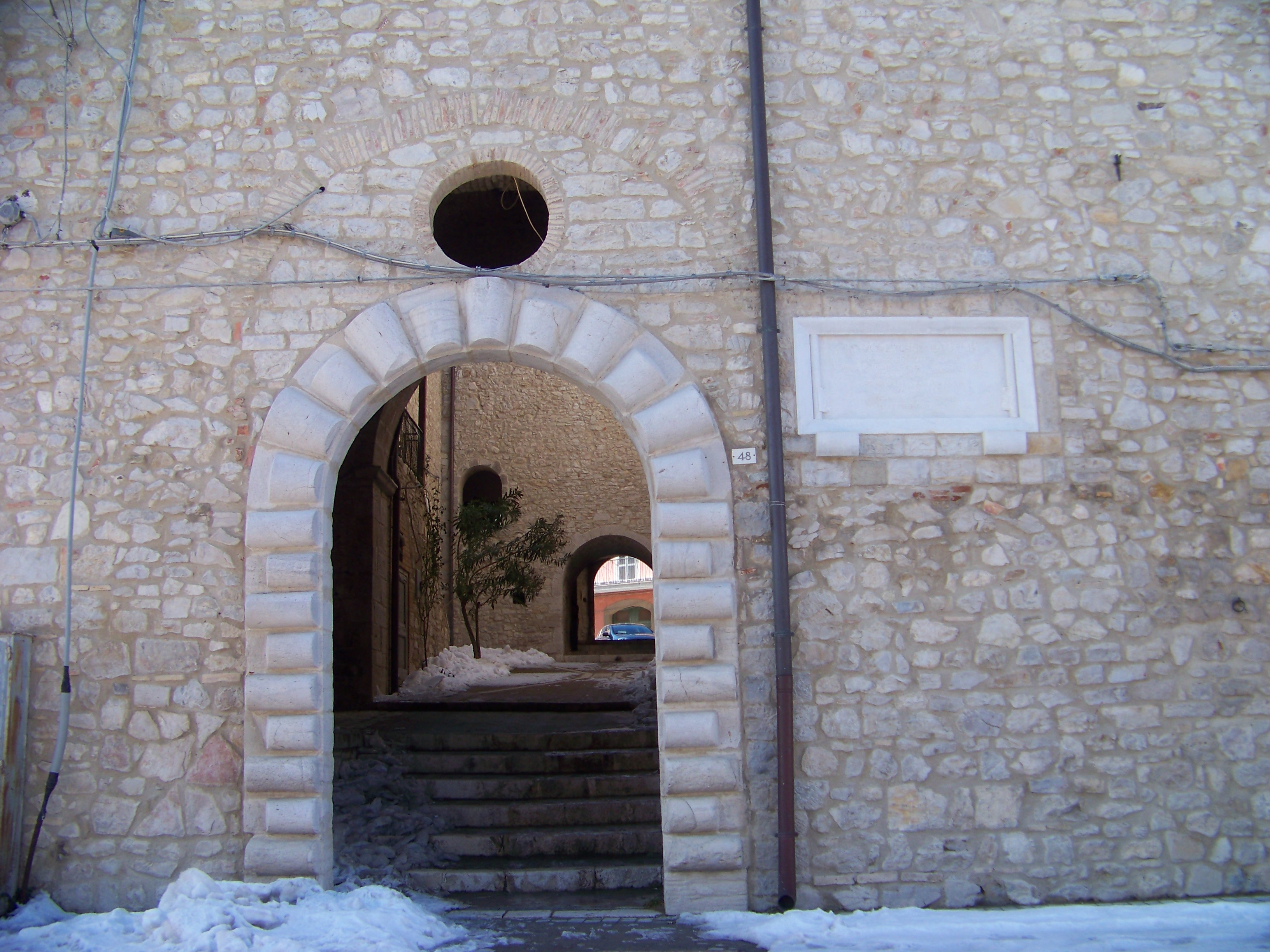
Entrata "secondaria" palazzo Marchesale Colletorto

### Il Palazzo Marchesale
La torre è circondata dal Palazzo Marchesale costruito nel settecento sui resti dell'antico castello a cui la torre apparteneva, a opera del marchese Bartolomeo Rota che in quei tempi regnava sul paese, caratterizzato da due entrate che si affacciano su due diverse strade del paese, sulla facciata principale che si affaccia sulla piazzetta dove sorge la chiesa madre è visibile sopra l'arco di entrata lo stemma dei Rota, una ruota sormantata da una corona reale, al suo interno sono conservate quattro tele raffiguranti le stagioni, di autore anonimo, ma gli esperti ne riconoscono in esse la mano di Paolo Gamba quindi di Scuola Napoletana.

### La Chiesa Madre
Scrive il Tria: "Questa Chiesa sotto il titolo di S. Giovanni Battista […] e incapace rispetto al numero degli Abitatori, a' prieghi anche della Communità, dell'Arciprete, e Clero, nella Visita del 1730. Ordinassimo darsi a tutto ciò riparo. Quindi fatta compra a spese della medesima Chiesa di più Case, che si trovavano attorno, e quelle demolite, tosto fu dato principio alla nuova fabbrica […] restando della vecchia fabbrica il solo Campanile, che è ben formato», della vecchia chiesa considerata non adeguata, abbattuta e ricostruita per ordine dello stesso vescovo Tria intorno al 1730 è rimasto solo il campanile che coincide, caso raro se non unico, con l'entrata e che dà un aspetto particolare a tutta la costruzione .
All'interno della chiesa sono conservate una tela di Paolo Gamba datata 1751: La Sacra Famiglia e un dipinto su legno del 1600 di anonimo ma di fattura molto pregevole raffigurante la Madonna delle Purità, già presente anche nell'antica chiesa.
La chiesa e il campanile sono stati sottoposti a restauro e opere di rinforzo a seguito del terremoto del Molise del 2002, caratteristica dovuta alla nuova copertura è il colore arancione della punta del campanile.
Dietro l'antica chiesa c'era il cimitero poi spostato per costruire la nuova chiesa nel 1731 alla Porta maggiore della Terra.

### Il Monastero di S. Alfonso

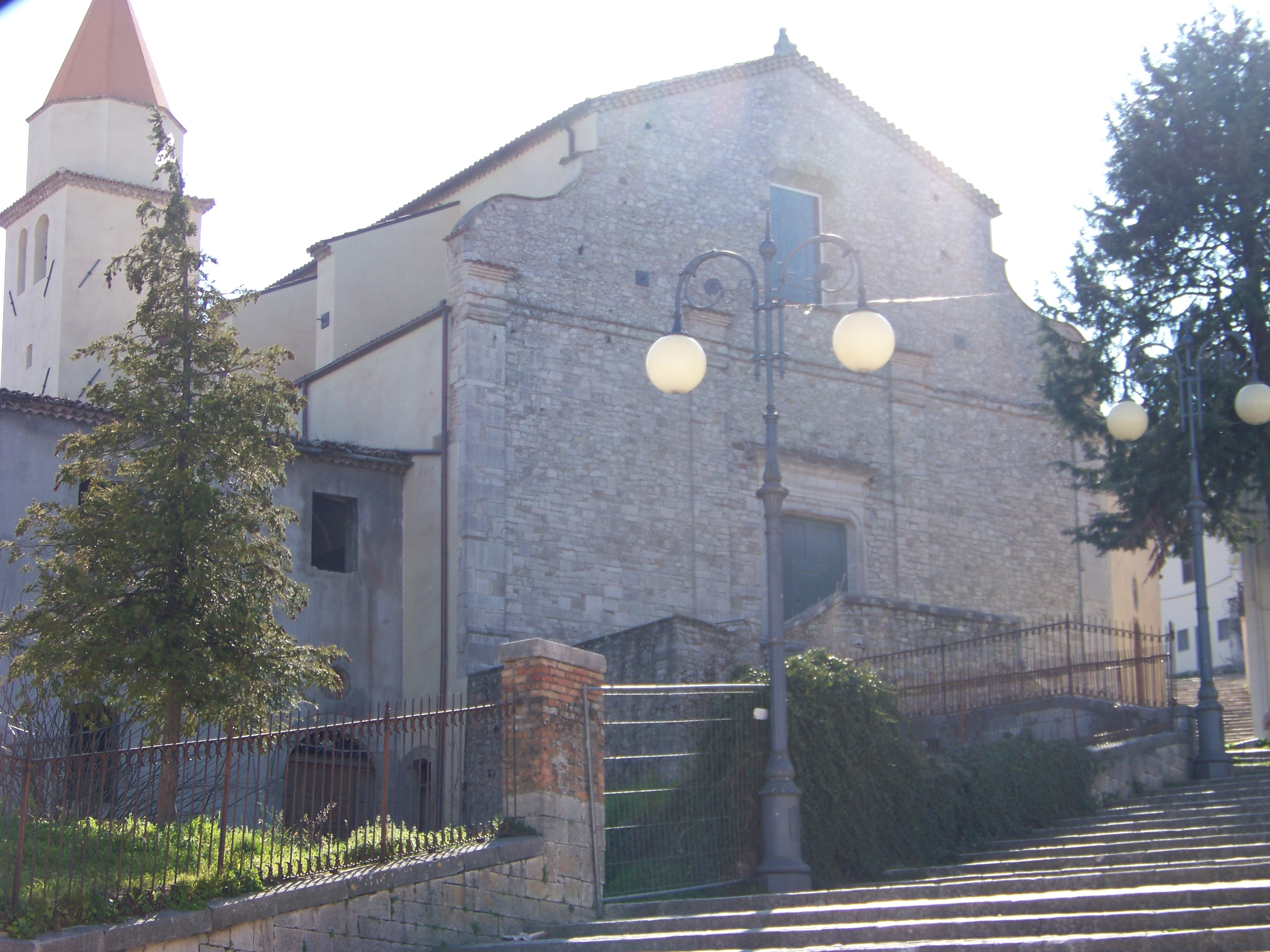
Chiesa-Convento-S.Alfonso Colletorto

Il Monastero di S. Alfonso dei Liquori fu costruito a spese del marchese Bartolomeo Rota signore di Colletorto con il beneplacito del vescovo di Larino del tempo, Mons.Tria.
Prima della costruzione del nuovo convento, a Colletorto c'era un altro convento di piccole dimensioni sotto il titolo di S. Maria del Carmine, che fu abitato dai monaci dello stesso ordine i Carmelitani Scalzi, e poi soppresso colla generale soppressione dei Conventini sotto Innocenzo X.
Il «cantiere» per la costruzione del nuovo convento fu aperto nel 1730 (furono usate le pietre delle rovine dell'antichica abbazia di S.Eustachio in Pantasia che era situata nel territorio del casale di S.Eustachio o San Stazio che attualmente fa parte del territorio di San Giuliano di Puglia) e terminato entro il 1744 (anno in cui il Tria scrive il suo libro) e il convento nuovo fu consegnato ai PP. Riformati di S. Francesco della Provincia di S. Angelo che lo abitarono fino al 1810, anno in cui la congregazione fu soppressa e il convento passò al Demanio che lò assegnò alla Mensa Vescovile di Larino, una decina di anni dopo il Vescovo Raffaele Lupoli riaprì il convento e lo assegnò alle Suore del SS. Redentore, le suore Liquorine (in questi anni il monastero acquisisce la denominazione attuale in onore di S. Alfonso dei Liquori fondatore dell'ordine delle liquorine), poi seguite dalle stimmatine, poi seguite nel 1953 dalle suore dell'ordine delle figlie di Maria, le Immaticolatine, che potenziarono l'attività scolastica/educativa del convento, con l'istituzione nel 1959 dell'Istituto Magistrale Parificato.
L'istituto chiuse nel 1992 e con esso il convitto e il convento.
Opera particolare è l'affresco di Paolo Brunetti datato 1737 ispirato a l'ultima cena e situato nel refettorio del convento.
Il convento conserva al suo interno statue di Paolo Saverio di Zinno e dipinti di Placido Flaxis (conosciuto anche come Placico Flascis).
Il convento e la sua chiesa hanno subito gravi danni causati dal terremoto del Molise del 2002, la chiesa è stata completamente restaurata mentre il convento ha subito solo un restauro parziale per la messa in sicurezza.
Il 5 agosto del 2000 è stata posta nelle vicinanze del convento una statua in bronzo di Padre Pio, circondata da un piccolo giardino.

### La Chiesa del Purgatorio
La Chiesa del Purgatorio,

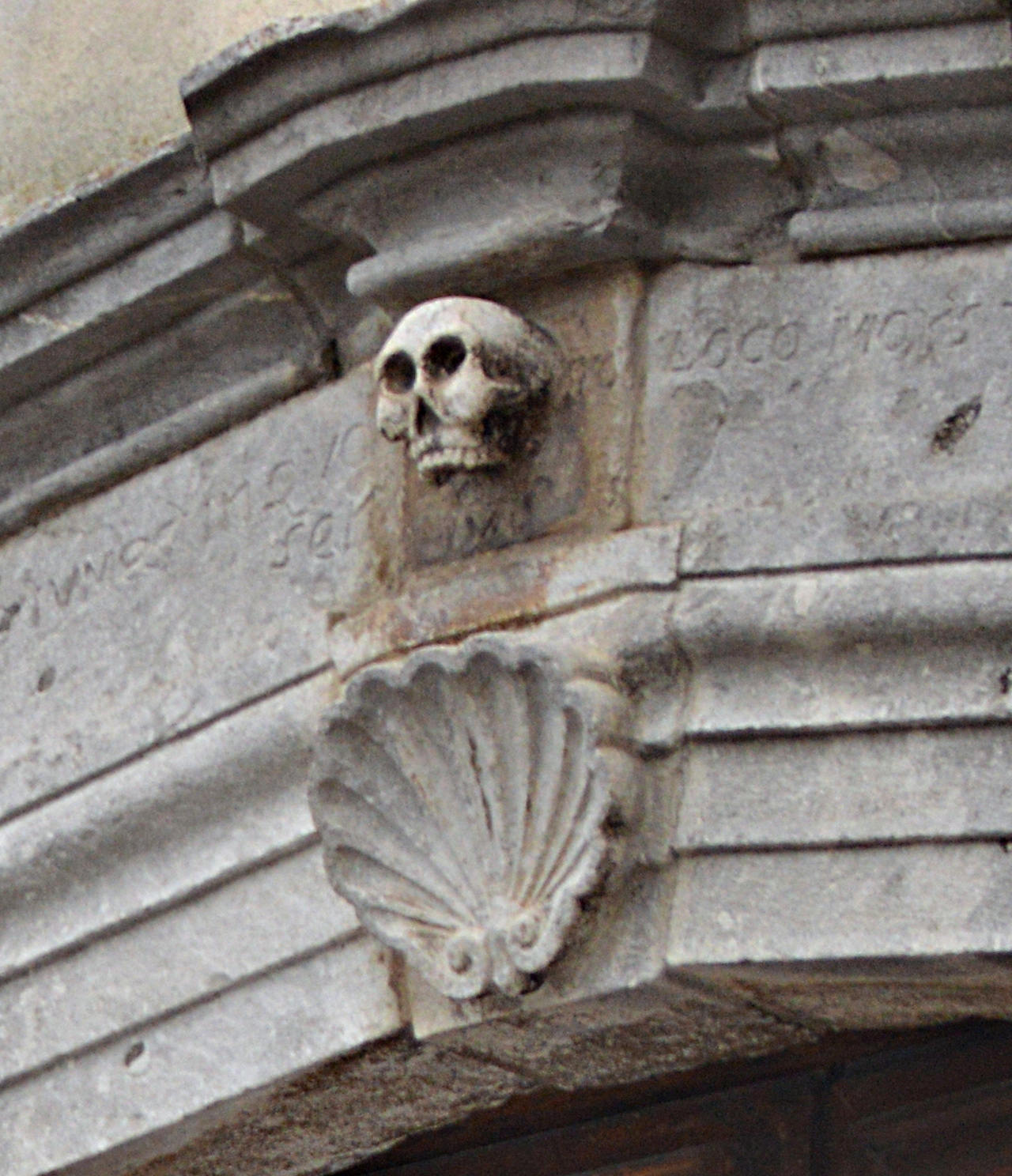
Particolare navata del Purgatorio con il teschio di pietra al centro in alto

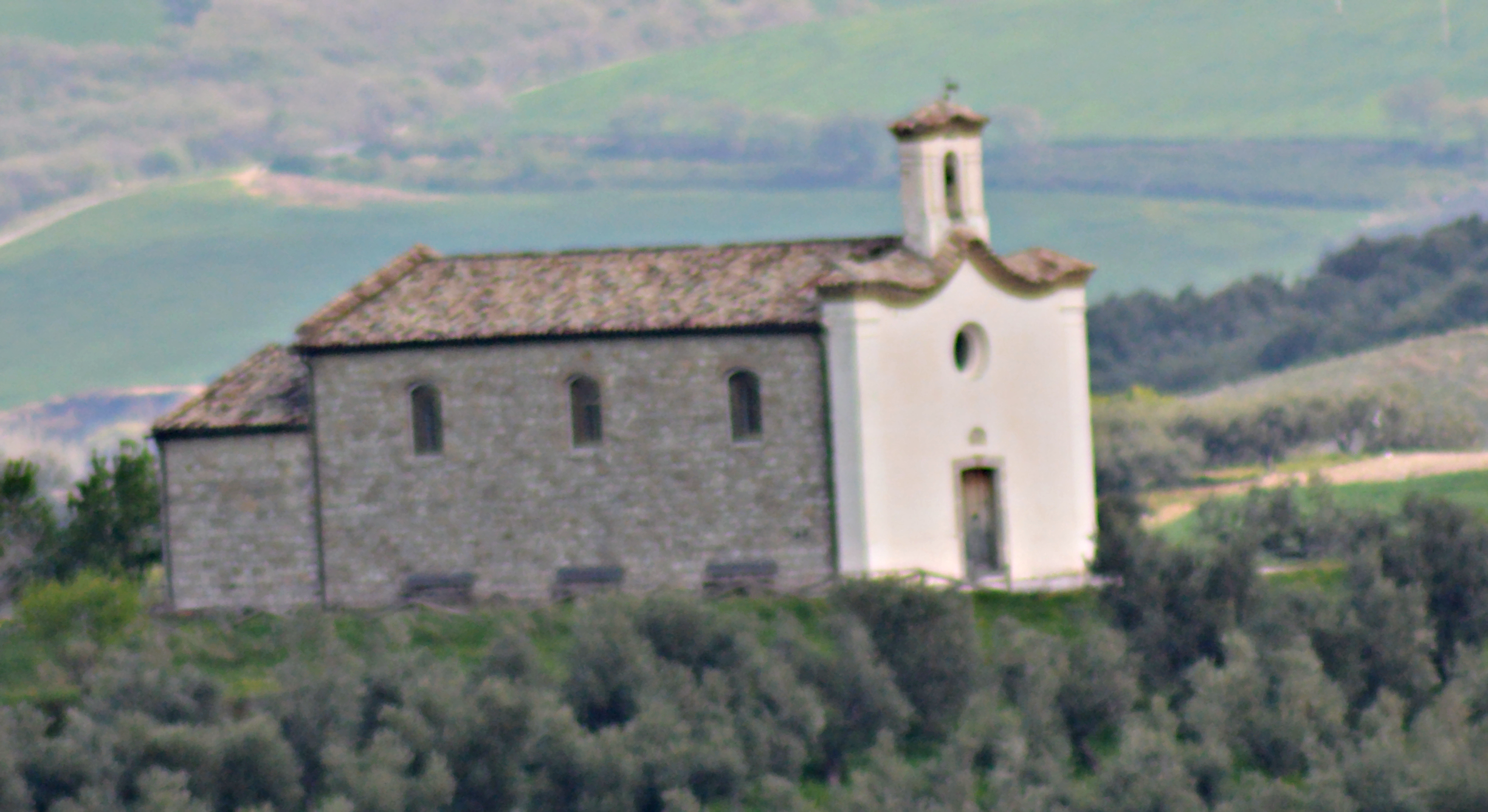
Cappella di Santa Maria di Loreto vista laterale

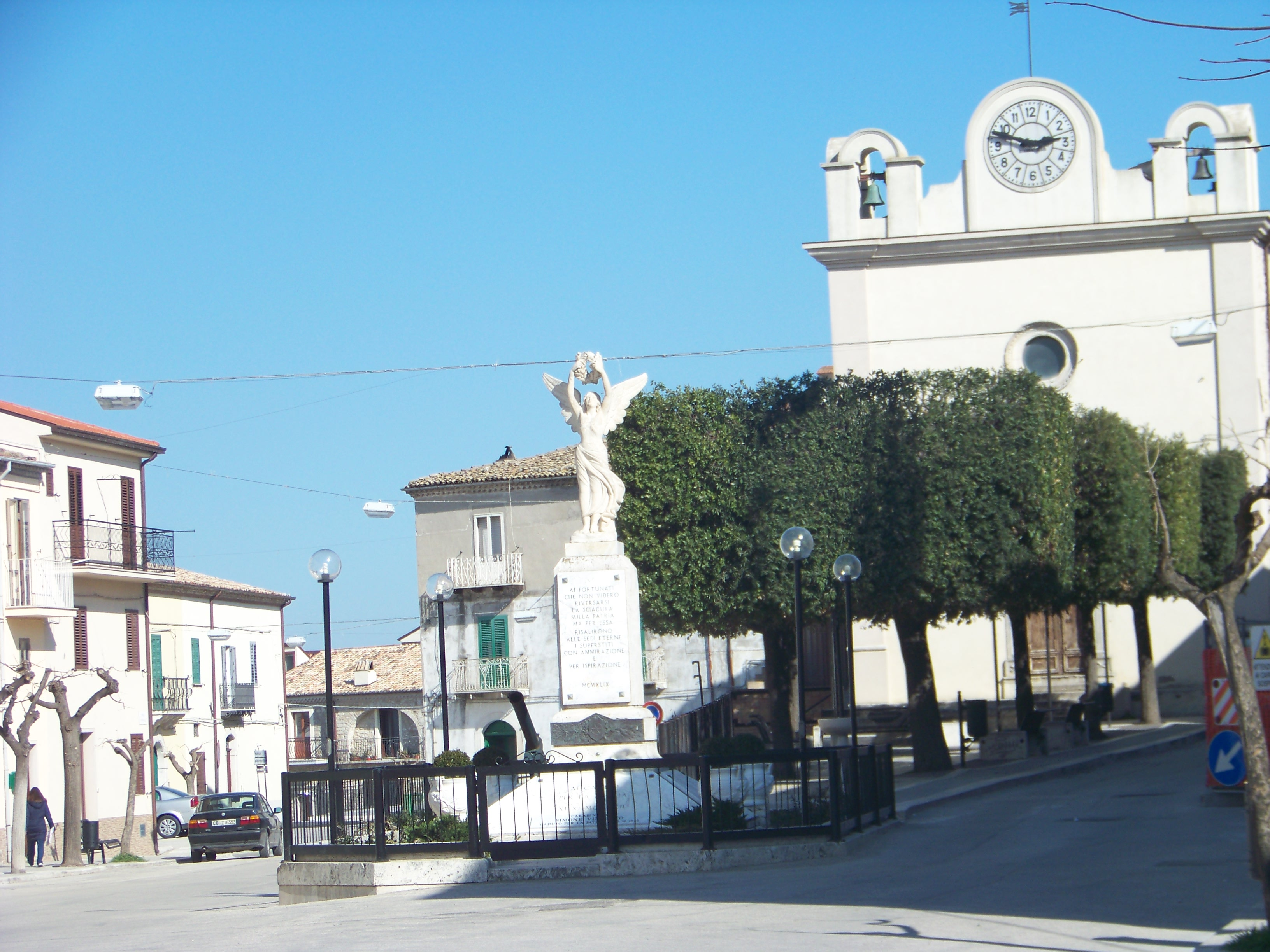
Veduta monumenti ai caduti e orologio chiesa Purgatorio Colletorto

Tracciato Contado di Molise nel 1659 (si può notare che Colletorto e altri comuni limitrofi non ne fanno parte ma sono inglobati in quello di Capitanata)

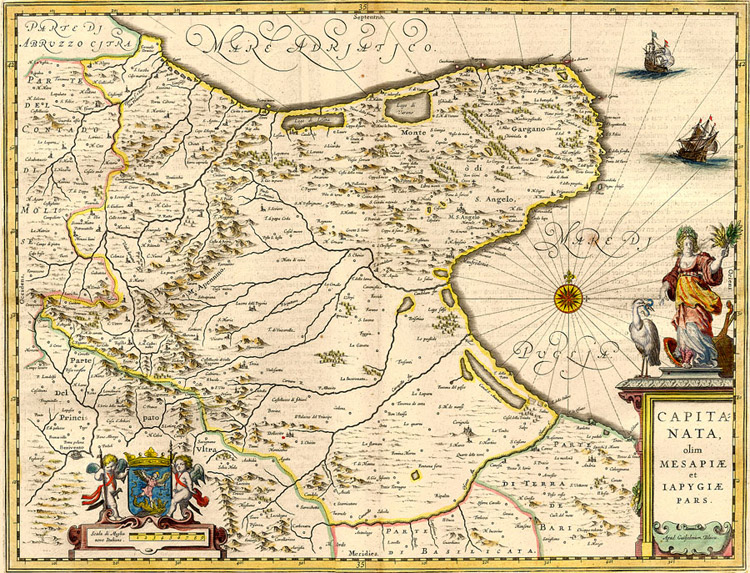
Antica mappa della Capitanta 1645 c.a.

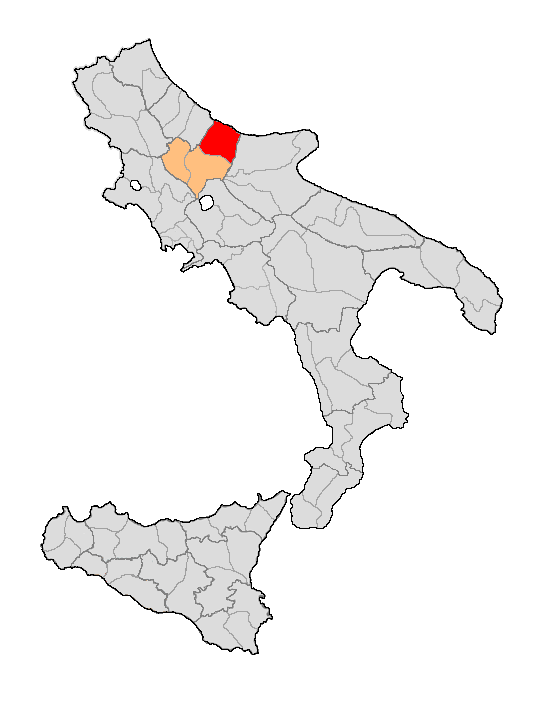
Distretto di Larino

sconsacrata, situata alla fine del corso principale nella zona delle antiche mure di cinta del paese, fu eretta intorno al 1700 - 1726 (1726 anno in cui i confratelli prendono possesso "ufficiale" della struttura per riunirvisi) come sede della confraternita laicale del SS. Sacramento e delle anime del Purgatorio (in alcuni scritti è citata come Congregazione del S.S. Sacramento e dei Morti) nata nel 1607 con autorizzazione di papa Paolo V (10 giugno 1607), ma riconosciuta giuridicamente solo nel 1776 col Decreto Reale del re delle Due Sicilie e che aveva come simbolo un teschio (si può ancora osservare sull'arcata della porta principale).
Il corpo della chiesa ha subito diverse trasformazioni fino alle sembianze attuali,nel 1909 subì un incendio che distrusse gravemente gli arredi interni della struttura, adesso si presenta con un grande orologio funzionante centrale posto sulla cima.
La chiesa ha subito delle trasformazioni nella parte esterna dopo la ristrutturazione eseguita per i danni causati dal terremoto del Molise del 2002, attualmente è usata come sala convegni e mostre.

### La Chiesa di S. Maria di Loreto
La Chiesa di S. Maria di Loreto, situata nel luogo, dove c'era il Castello di Loreto, costruita da Monsignor Persio Caracci nell'anno 1638 il Tria la descrive così:
«ella però è assai povera, unita all'Arcipretura; e nell'anno 1734 con diligenza del sopraddetto D. Fulvio di Rosa è stata ristaurata, e pulita, provedendola ancora di tutto il necessario. Contigua ad essa si vede l'abitazione per lo Romita» la chiesa ha subito un restauro negli anni novanta del 1900.
Era anche la cappella funeraria di Romolo Campanelli e della sua famiglia.
C'erano varie chiese e cappelle situate soprattutto nella zona della fonte cerasa-contrada santa Lucia ed erano le chiese di S. Rocco (ancora in piedi ai tempi del Tria), S.Vincenzo e S.Lucia tutte distrutte da secoli.

### Il monumento ai caduti
Costruito dopo la Grande guerra era composto da un cippo marmoreo su cui poggiava una statua di bronzo, la statua fu tolta per ordine del governo nel 1943 per essere fusa e contribuire allo sforzo bellico per la costruzione di armi, adesso è sostituita da una statua in marmo raffigurante un angelo con una corona di alloro posto sull'antico cippo della vecchia statua.

## Il nome
Il nome di Collis Fortis e Collis Tortis appaiono entrambi in un'epistola di Bonifacio VIII del 1297, nel 1330 nelle cedole di pagamento delle decime pagate alla diocesi di Larino il paese veniva chiamato Collis Torti (Collistorti) o Collo-Torto.
Leandro Alberti e il Frezza ne indicano come nome Colleforte, per le sue mura fortificate mentre Masciotta dichiara che la denominazione più usata era Collis-Tortis per via della sua posizione geografica.

## Lo stemma comunale
Fino al 1983 sullo stemma comunale era raffigurata una ruota, probabilmente in omaggio ai Rota (una ruota era il simbolo della famiglia e rota in dialetto colletortese e napoletano significa ruota) con il D.P.R. del 15/07/1982 lo stemma ha assunto il suo aspetto attuale, una lampada con fiamma su sfondo dorato.

## In Molise
Colletorto entra ufficialmente nella provincia del Molise nel 1811 col Regio decreto del 04/05/1811 uscendo dalla provincia di Capitanata.

Stemma Contado di Molise

Stemma della Capitanata

## La popolazione di Colletorto
Secondo la numerazione dei fuochi di Frezza e di quella di Scipione Mazzella del 1601 c'erano 215 fuochi (nuclei familiari),poi passati a 447 (divisi in Colletorto antico 231 e nuovo 216) nel 1669 secondo la numerazione dei fuochi di De Bonis stampata nel 1671(fonte Tria), nel 1 823 abitanti 3099 secondo la Istorica descrizione del regno di Napoli ma Giovanni Battista Rampoldi nel 1832 scrive che il paese conta circa 2 500 abitanti, abitante più abitante meno(sicuramente facendo un calcolo per difetto e molto approssimativo),nel 1861 si contano: abitanti 3245 mentre l'ISTAT lo stesso anno ne censisce 3357, nel 1911:3709 (ISTAT) per raggiungere un picco di 4362 (ISTAT) nel 1951.
Per quanto riguarda l'istruzione a Colletorto vengono catalogate 2 scuole elementari pubbliche nel 1860-63 circa una maschile e una femminile, per un totale di 110 alunni,di cui 55 maschi(sul libro vengono catalogati 50 maschi,ma il totale è 110) e 65 donne, per due soli insegnanti, un uomo per i maschi e una donna per le ragazze, chiaramente il dato si riferisce ai ragazzi che a quei tempi potevano permettersi di andare a scuola, la maggior parte era destinata al lavoro nei campi.
Diagramma evoluzione storica demografica di Colletorto

- nota: nel 1601 e 1669 si contano i fuochi cioè i nuclei familiari.
- nota: nel 1861 c´è discordanza tra dato ISTAT e quello del Dizionario topografico dei Comuni compresi entro i confini naturali dell Italia.

## Attività commerciali
Oltre all'agricoltura,.... frutti, vini, oli e soprattutto alla coltivazione del grano,a Colletorto si annoverava anche una fabbrica di cappelli nel 1868.

## Fiere e mercati nel 1844-45
Lista fiere (citazione):Prima domenica di giugno e sabato precedente e lunedì seguente in Colletorto e non risultano «mercati» in quegli anni fonte: Annali civili del regno delle Due Sicilie, Volumi 34-36 Regno di Napoli, Ministero degli affari interni, 1844 lo stesso recita anche la Corografia fisica, storica e statistica dell'Italia e delle sue isole..., Volume 11 edizione 1845 editori Firenze Di Attilio Zuccagni-Orlandini.